# 슈퍼스타 뚜루
《슈퍼스타 뚜루》(Turu: the wacky hen)은 2019년 공개된 스페인의 애니메이션 영화이다.

## 줄거리
보잘것없던 촌닭! 슈퍼스타가 되다!
노래하는 암탉의 화려한 무대 속으로 꼬!꼬!
알을 낳지 못해 놀림당하던 암탉 ‘뚜루’!
하지만 마음씨 착한 ‘이사벨’ 할머니는 그런 ‘뚜루’에게
노래하는 재능이 있다는 사실을 알고 음악을 알려준다.
농장에서 함께 행복한 시간을 보내던 ‘뚜루’와 ‘이사벨’ 할머니!
그러던 어느 날 할머니가 지붕에서 떨어지는 사고를 당해
기억을 잃어버리게 되고 ‘뚜루’마저 알아보지 못한다.
할머니의 기억을 찾기 위해 ‘뚜루’는 서커스단에서
노래를 부르기 시작하고 뛰어난 실력에 단숨에 슈퍼스타가 된다.
하지만 욕심쟁이 단장 ‘트래블리’는 ‘뚜루’를 차지하기 위해 음모를 꾸미는데…

## 출연진
- 에바 해크 - 뚜루 목소리 역
- 호세 모타 - 알만도 목소리 역